# Eleição municipal de Oiapoque em 2024
A eleição municipal da cidade brasileira de Oiapoque ocorreu no dia 6 de outubro de 2024 (domingo), onde os 16.941 eleitores elegeram um prefeito, vice-prefeito e 15 vereadores para a administração da cidade, que se iniciará em 1° de janeiro de 2025 e terminará em 31 de dezembro de 2028. Como Oiapoque possui menos de 100 mil eleitores, a votação aconteceu em turno único.
O prefeito titular Breno Almeida, do PP, foi reeleito com 8.965 votos (54,45%), contra 4.460 de seu adversário mais próximo, Delegado Inácio (PDT). Esta é a primeira vez em que um gestor do município é reeleito desde a implementação da reeleição em 1997. Além destes, Maria Orlanda (PSDB) e Delegado Charles Correa (PSB) foram lembrados, respectivamente, por 1.930 e 1.110 eleitores. Houve ainda 157 votos em branco, 319 votos nulos e 7.179 abstenções.
PL, Progressistas e Solidariedade foram os partidos que fizeram as maiores bancadas na Câmara de Vereadores do Oiapoque, cada um elegendo 3 vereadores. A Federação PSOL REDE, representada pela REDE, elegeu 2 parlamentares.

## Calendário eleitoral
| 7 de março–5 de abril     | Janela partidária para vereadores trocarem de partido visando concorrer às eleições sem perder o mandato. |
| 6 de abril                | Data-limite para todas as legendas e federações partidárias obterem o registro dos estatutos no TSE e para todos os candidatos terem domicílio eleitoral na circunscrição em que desejam disputar as eleições com a filiação deferida pelo partido. |
| 15 de maio                | Início da campanha de arrecadação prévia de recursos na modalidade de financiamento coletivo para pré-candidatos, sem realização de pedidos de voto e obedecendo a regras relativas à propaganda eleitoral na Internet.                             |
| 20 de julho–5 de agosto   | Realização de convenções partidárias para deliberar sobre coligações e escolher candidatos às prefeituras e aos cargos de vereador. Os partidos têm até 15 de agosto para registrar os nomes na Justiça Eleitoral.                                  |
| 16 de agosto              | Início das campanhas eleitorais de forma igualitária, podendo qualquer publicidade ou manifestação com pedido explícito de voto antes da data ser considerada irregular e multada.                                                                  |
| 30 de agosto–3 de outubro | Veiculação da propaganda eleitoral gratuita no rádio e na televisão. |
| 6 de outubro              | Realização das eleições municipais. |
| 27 de outubro             | Realização de um eventual segundo turno nas cidades com mais de 200 mil eleitores em que o candidato a prefeito mais votado não tenha atingido a metade mais um dos votos válidos.                                                                  |

## Candidatos a Prefeito
| Nº | Candidato       | Partido                         | Candidato a vice               | Cargos relevantes ou profissão    | Coligação                                                                          |
| -- | --------------- | ------------------------------- | ------------------------------ | --------------------------------- | ---------------------------------------------------------------------------------- |
| 11 | Breno Almeida   | PP                              | Artur do Areal (Solidariedade) | Prefeito de Oiapoque (desde 2021) | "Para o Trabalho Continuar" (Progressistas, PL e Solidariedade)                    |
| 12 | Delegado Inácio | PDT                             | Yuri Alesi (MDB)               | Deputado estadual (desde 2023)    | "Unidos pelo Oiapoque" (PDT eMDB)                                                  |
| 40 | Charles Correa  | PSB                             | Gediel Reis (PODE)             | Delegado                          | "Construindo uma nova Oiapoque" (PSB ePODE)                                        |
| 45 | Maria Orlanda   | PSDB (Federação PSDB Cidadania) | Isaac Silva (Republicanos)     | Prefeita de Oiapoque (2017-2020)  | "Do Jeito Certo com a Nossa Gente" ( Federação PSDB Cidadania, Republicanos e PRD) |

## Resultados

### Prefeito
| Candidato              | Candidato              | Vice                           | 1º turno 6 de outubro de 2024 | 1º turno 6 de outubro de 2024 |
| Candidato              | Candidato              | Vice                           | Total                         | Porcentagem                   |
| ---------------------- | ---------------------- | ------------------------------ | ----------------------------- | ----------------------------- |
|                        | Breno Almeida (PP)     | Artur do Areal (Solidariedade) | 8.965                         | 54,45%                        |
|                        | Delegado Inácio (PDT)  | Yuri Alesi (MDB)               | 4.460                         | 27,09%                        |
|                        | Maria Orlanda (PSDB)   | Isaac Silva (Republicanos)     | 1.930                         | 11,72%                        |
|                        | Delegado Charles (PSB) | Gediel Reis (PODE)             | 1.110                         | 6,74%                         |
| Total de votos válidos | Total de votos válidos | Total de votos válidos         | 16.465                        | 97,19%                        |
| → Votos em branco      | → Votos em branco      | → Votos em branco              | 157                           | 0,93%                         |
| → Votos nulos          | → Votos nulos          | → Votos nulos                  | 319                           | 1,88%                         |
| Total de votos         | Total de votos         | Total de votos                 | 16.941                        | 70,24%                        |
| Abstenções             | Abstenções             | Abstenções                     | 7.179                         | 29,76%                        |
| Total de inscritos     | Total de inscritos     | Total de inscritos             | 16.941                        |                               |

### Composição Câmara Municipal

#### Vereadores Eleitos
PP: 3
  PL: 3
  Solidariedade: 3
  REDE: 2

| Vereadores               | Partido       | Votação | Percentual | Cidade onde nasceu | Unidade federativa |
| Ueslei Teles             | PL            | 620     | 3,72%      | Macapá             | Amapá              |
| Sales do Açougue         | PP            | 542     | 3,25%      | Goiás              | Goiás              |
| Bruno do Areal           | Solidariedade | 542     | 3,25%      | Santarém           | Pará               |
| Ramon                    | PL            | 525     | 3,15%      | Oiapoque           | Amapá              |
| Professor Ailton Palikur | PP            | 486     | 2,92%      | Oiapoque           | Pará               |
| Junior do Mateus         | Solidariedade | 458     | 2,75%      | Zé Doca            | Maranhão           |
| Guido Mecanico           | PP            | 434     | 2,60%      | Oiapoque           | Amapá              |
| Elson Vidal Karipuna     | REDE          | 432     | 2,59%      | Oiapoque           | Amapá              |
| Rosi Araújo              | REDE          | 424     | 2,54%      | Oiapoque           | Amapá              |
| Marques Mototaxi         | Solidariedade | 421     | 2,53%      | Zé Doca            | Maranhão           |
| Fernando Aniká           | PL            | 418     | 2,51%      | Oiapoque           | Amapá              |